# Davinde
Davinde är en tätort i Odense kommun i Region Syddanmark i Danmark. Tätorten har 242 invånare (2024). Den ligger på Fyn, cirka 12 kilometer sydost om Odense.